# Pomniki w Częstochowie
Pomniki w Częstochowie. W częstochowskiej przestrzeni publicznej znajduje się około 30 pomników i popiersi. Większość z nich znajduje się w śródmieściu i na Jasnej Górze.

## Lista pomników, rzeźb i popiersi w Częstochowie

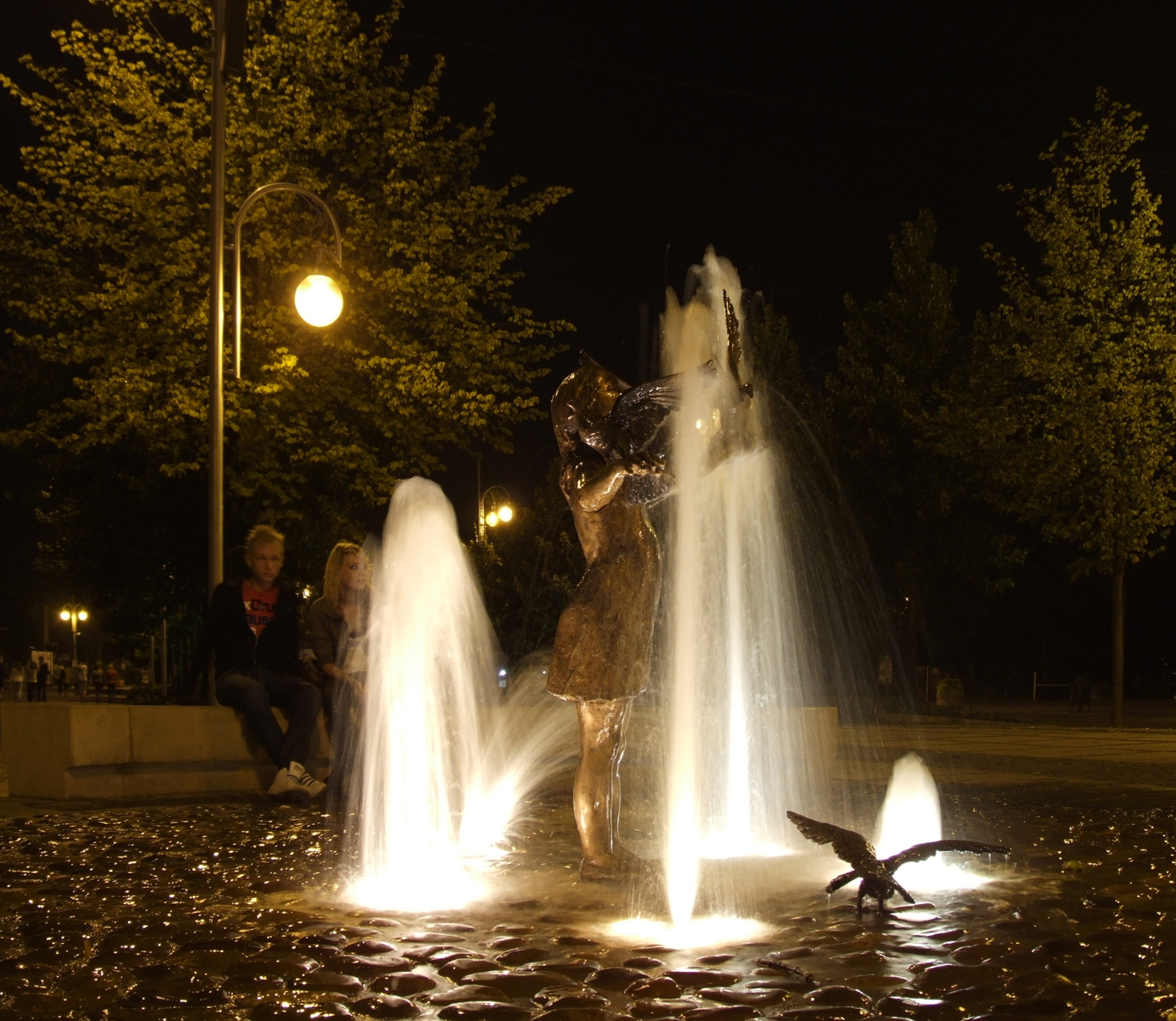
"Dziewczynka z gołębiami" po zmroku

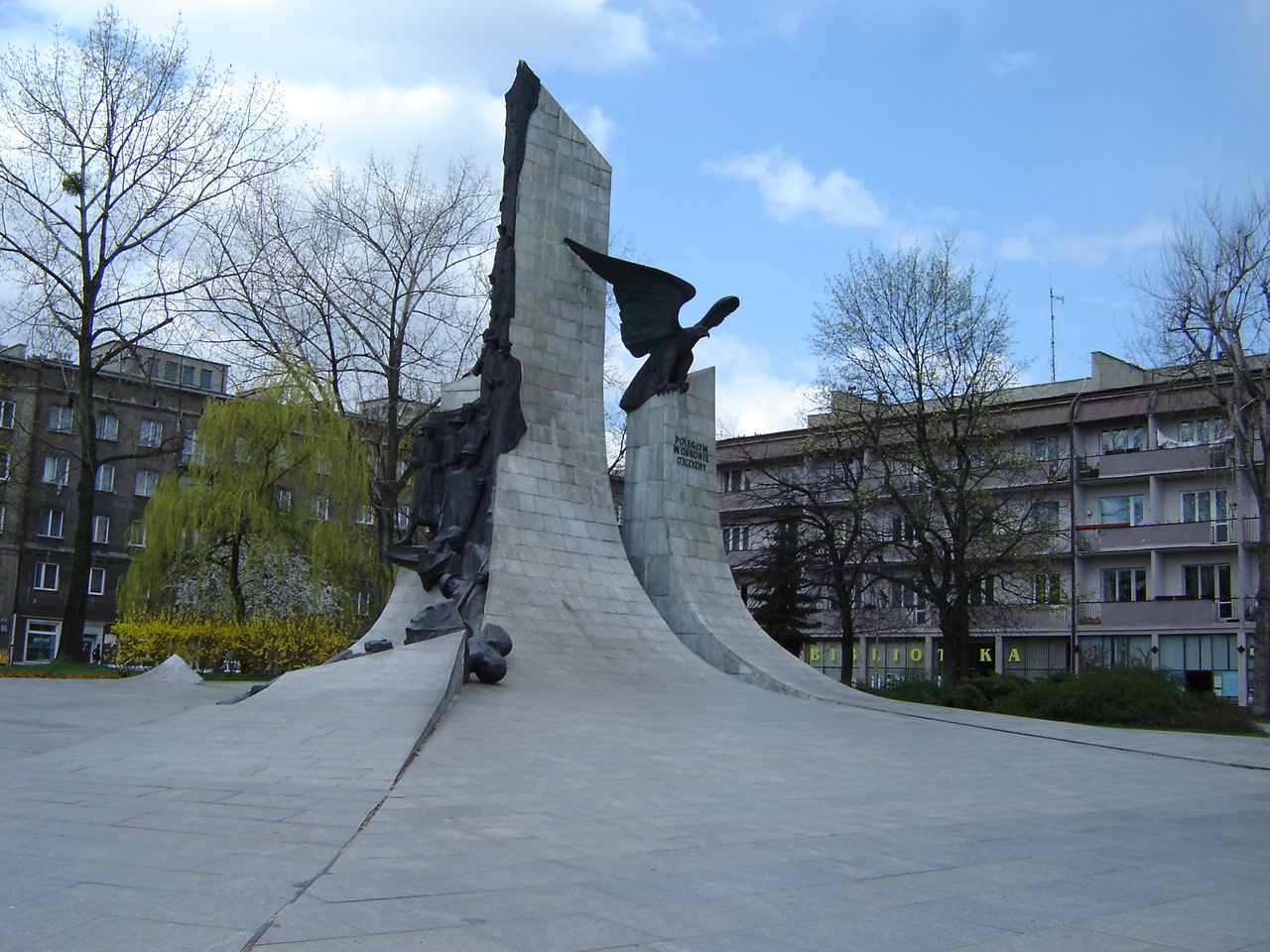
Pomnik poległym w obronie ojczyzny

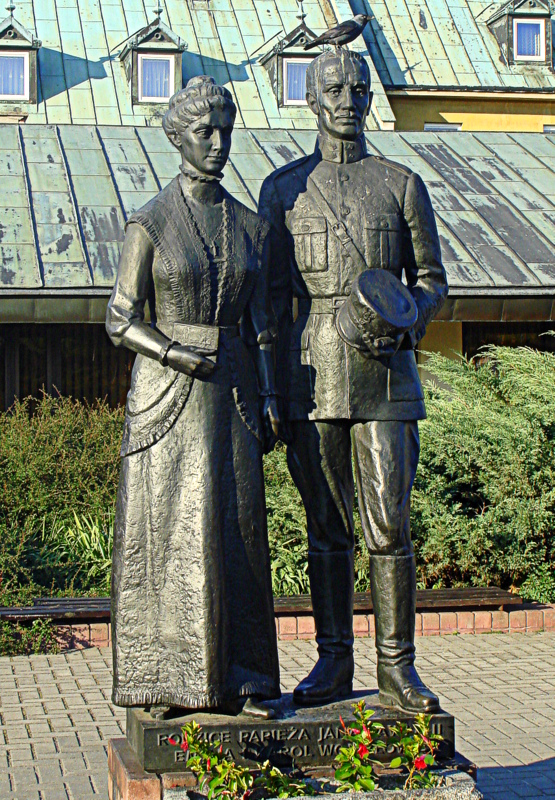
Pomnik Emilii i Karola Wojtyłów

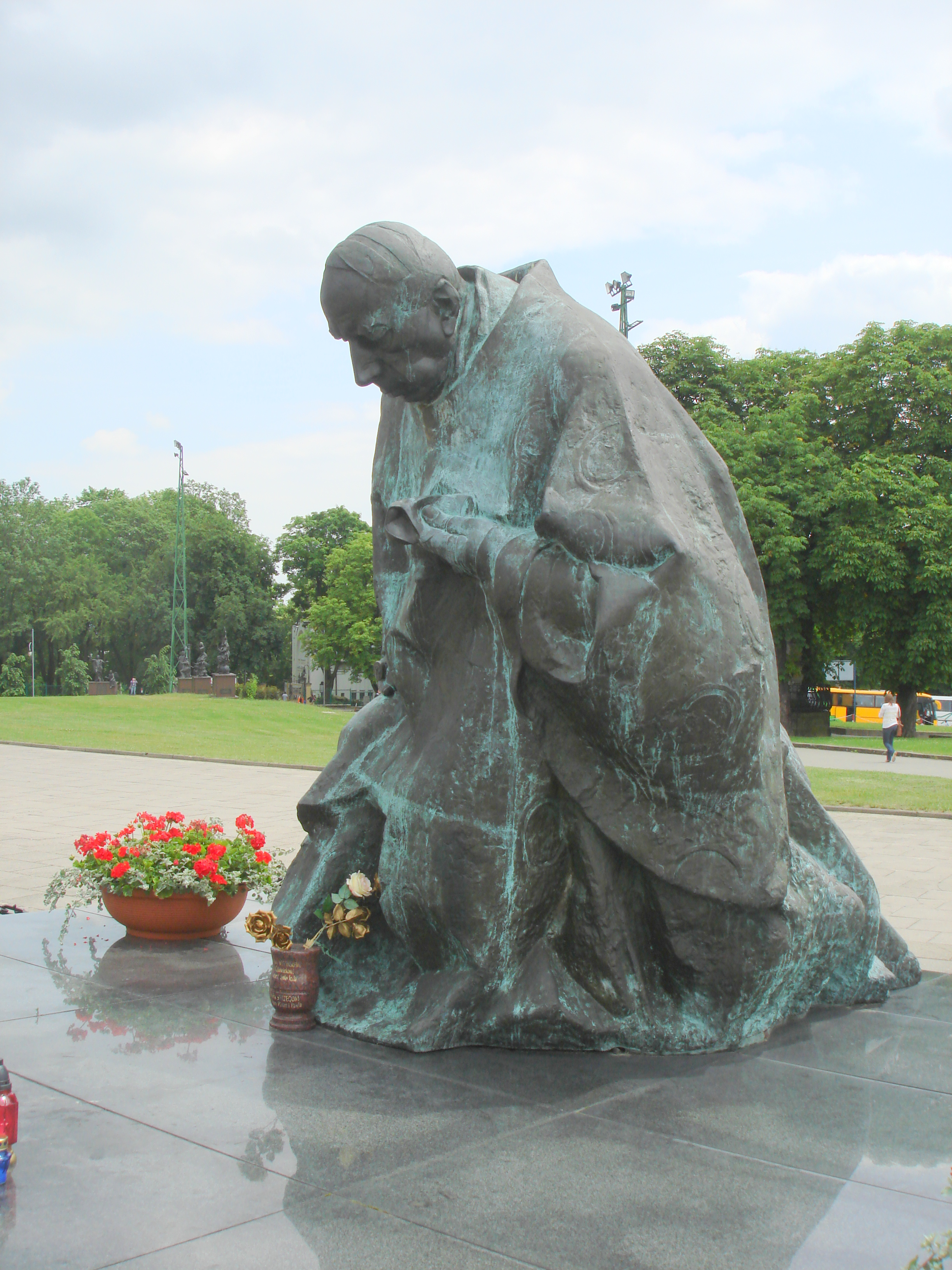
Pomnik kardynała Stefana Wyszyńskiego

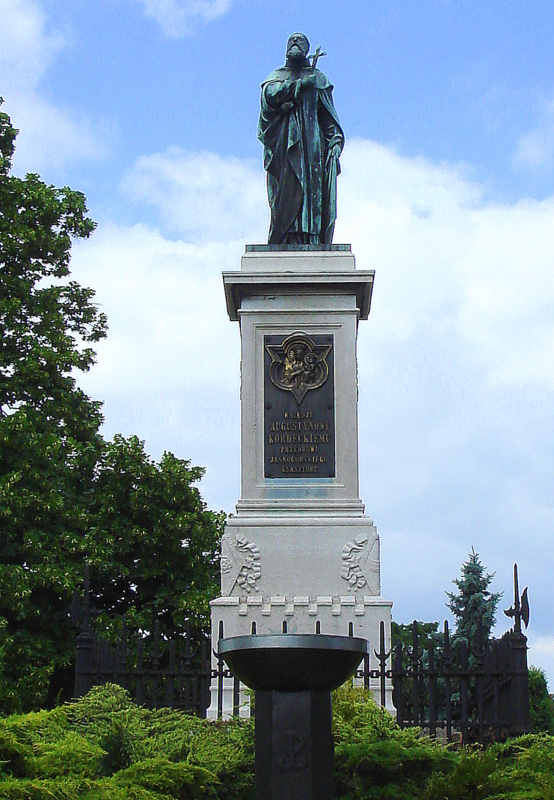
Pomnik o. Augustyna Kordeckiego

- Grób Nieznanego Żołnierza (al. Sienkiewicza) – mogiła symboliczna[1]
- Pomnik Ofiar Częstochowskiego Getta (ul. Strażacka)
- Pomnik Chrystusa Braterstwa Między Narodami (przy trasie Warszawa-Katowice)
- pomnik Józefa Piłsudskiego na pl. Biegańskiego
- Pomnik Henryka Sienkiewicza (Aleja NMP, przy IV LO)
- Pomniki w parkach podjasnogórskich:
  - Pomnik Stanisława Staszica w Parku im. Stanisława Staszica
  - Pomnik Stanisława Moniuszki w Parku 3 Maja
  - Pomnik Kazimierza Pułaskiego w parku im. Stanisława Staszica
  - Rzeźba siedzącej dziewczyny
- Pomnik Jana Pawła II na wałach jasnogórskich
- Pomnik Jana Pawła II na placu Ignacego Daszyńskiego
- Pomnik Jana Pawła II przed redakcją tygodnika "Niedziela"
- Pomnik Jana Pawła II w Parku Miniatur Sakralnych
- Pomnik Przeora o. Augustyna Kordeckiego na Jasnej Górze
- Pomnik Poległym w Obronie Ojczyzny
- Pomnik żołnierzy radzieckich na cmentarzu Kule
- Pomnik Władysława Biegańskiego na Placu Rady Europy
- Pomnik ks. Jerzego Popiełuszki przy Parku 3 Maja
- Pomnik prymasa Stefana Wyszyńskiego na placu przed Jasną Górą
- Pomnik św. Prokopa na placu przed Jasną Górą
- Pomnik Jana Nepomucena przy ul. Klasztornej
- Pomnik Haliny Poświatowskiej w Szkole Podstawowej nr 8 (ul. Szczytowa)
- Pomnik Emilii i Karola Wojtyłów, rodziców Karola Wojtyły, papieża Jana Pawła II (błonia podjasnogórskie, przy Domu Pielgrzyma)
- Pomnik Orląt Lwowskich na Rakowie - odsłonięty 9 czerwca 2006[2]

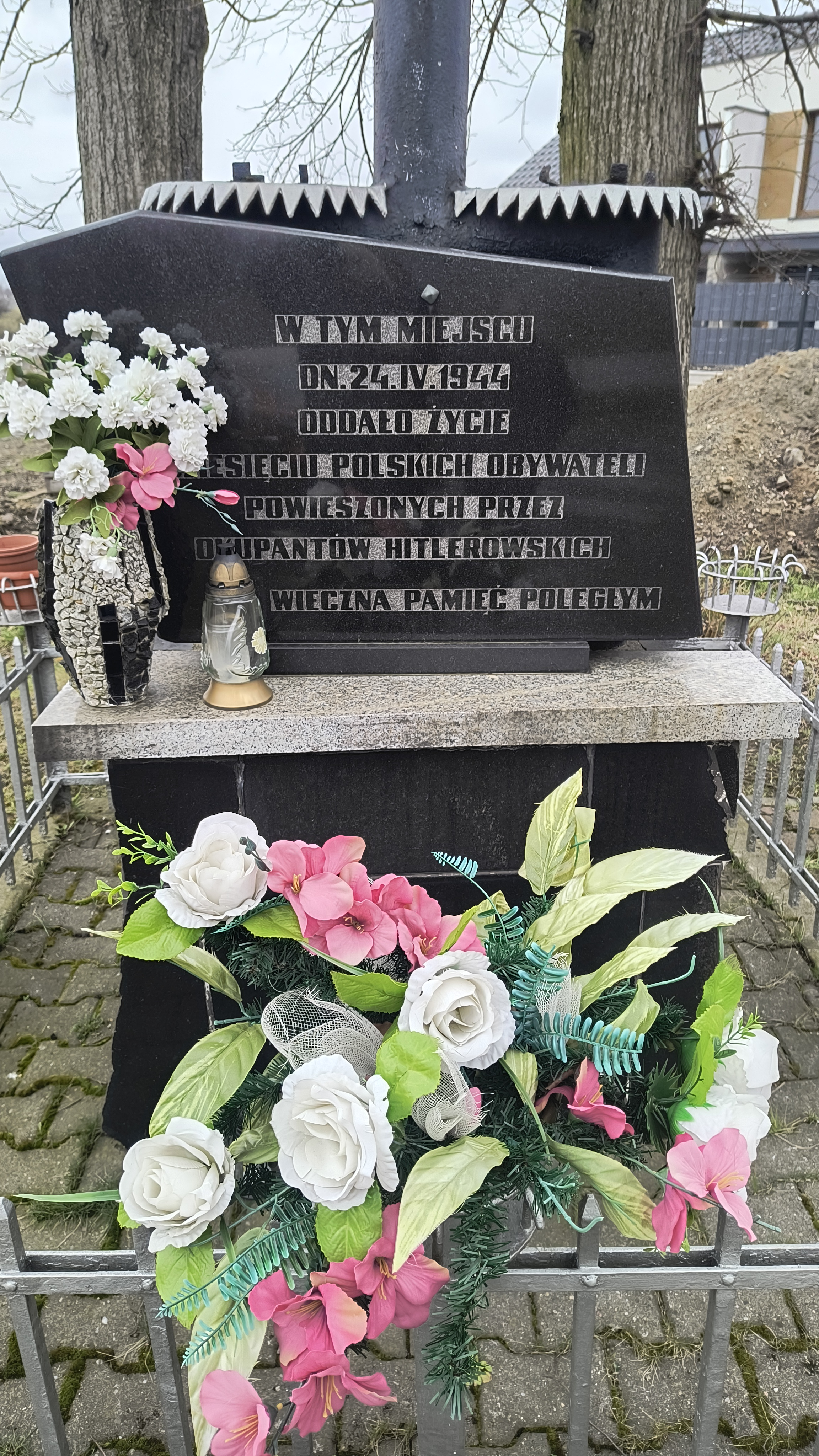
Pomnik (krzyż i tablica) upamiętniający miejsce straceń 10 zakładników w Gnaszynie

- Pomnik (krzyż i tablica) upamiętniający miejsce straceń 10 zakładników w GnaszyniePomnik (krzyż i tablica) upamiętniający miejsce stracenia 10 zakładników w Gnaszynie (u zbiegu ulic 10 zakładników i Rzepakowej) Gnaszyn-Kawodrza#II wojna światowa
- Popiersie Juliusza Słowackiego przed budynkiem I LO im. Juliusza Słowackiego
- Pomnik "Wrzeciona" przy Rondzie Adama Mickiewicza
- Rzeźba Przyjaciółek, przed Komendą Policji na osiedlu Tysięclecie.
- Rzeźba "Dziewczynka z gołebiami", III Aleja NMP
- Ławeczka Haliny Poświatowskiej w Częstochowie
- Ławeczka Władysława Biegańskiego w Częstochowie

## Dawne pomniki w Częstochowie
- Pomnik Cara-Wyzwoliciela Aleksandra II ufundowany przez chłopów a upamiętniający ich uwłaszczenie[3],  dłuta rosyjskiego rzeźbiarza Aleksandra Opiekuszyna[4] – odsłonięty w 1899 r.; na miejsce pomnika cara, który zginął z ręki Polaka, władza carska wybrała plac pod szczytem jasnogórskim; Pomnik na zdjęciach New York City Library oraz na fotografii z końca XIX w.
- Pomnik Gabriela Narutowicza – istniał przed wojną przy ul. Żabiej
- pomnik Józefa Piłsudskiego przy ul. Krakowskiej – pomnik istniejący przed wojną, obok dzisiejszego V Liceum Ogólnokształcącego
- Pomnik Wdzięczności Armii Radzieckiej – istniał na placu Biegańskiego, wyobrażał żołnierza trzymającego w dłoni gałązkę oliwną
- Pomnik Zwycięstwa Armii Radzieckiej – istniał na placu Daszyńskiego
- Popiersie Bolesława Bieruta – było ustawione na Placu Orląt Lwowskich na Rakowie
- Radziecki Czołg, Symbol Hołdu Dla "Bratniej" Armii- istniał na Tysiącleciu
- Pomnik Bohaterów Milicji Obywatelskiej i Urzędu Bezpieczeństwa obecnie róg al. Jana Pawła II i ul. Jerzego Popiełuszki

## Historia Pomnika Jerzego Popiełuszki
Pomnik księdza Jerzego Popiełuszki powstał z inicjatywy częstochowskiej „Solidarności”. Całkowity koszt pomnika to ponad 180 tys. zł. Część sfinansowano ze zbiórki publicznej, władze Częstochowy dołożyły 70 tys. zł. Kolejne 50 tys. - na aranżację otoczenia i instalację oświetlenia - wydał Miejski Zarząd Dróg.

## Galeria

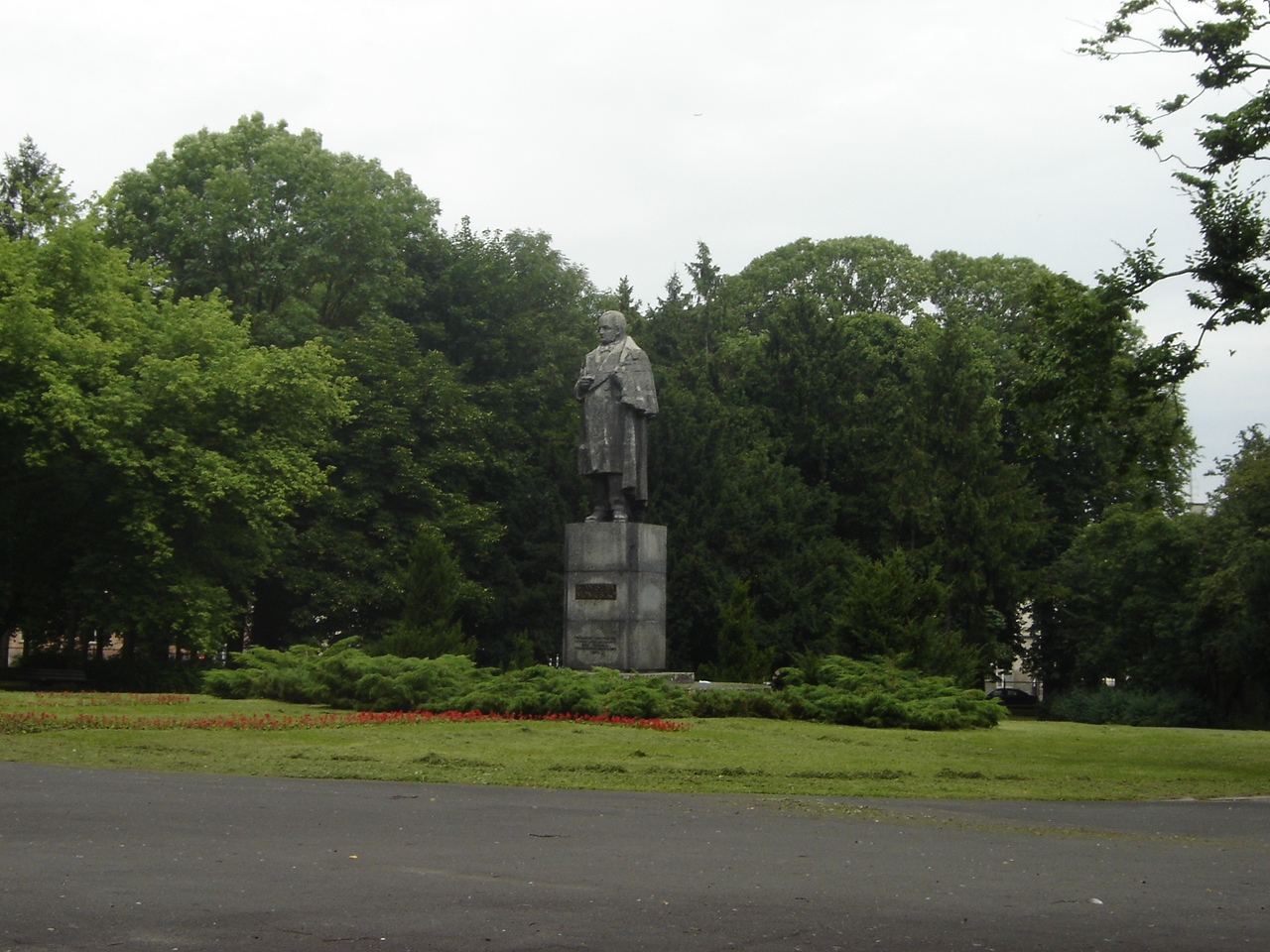
Pomnik Stanisława Moniuszki w Parku 3 Maja
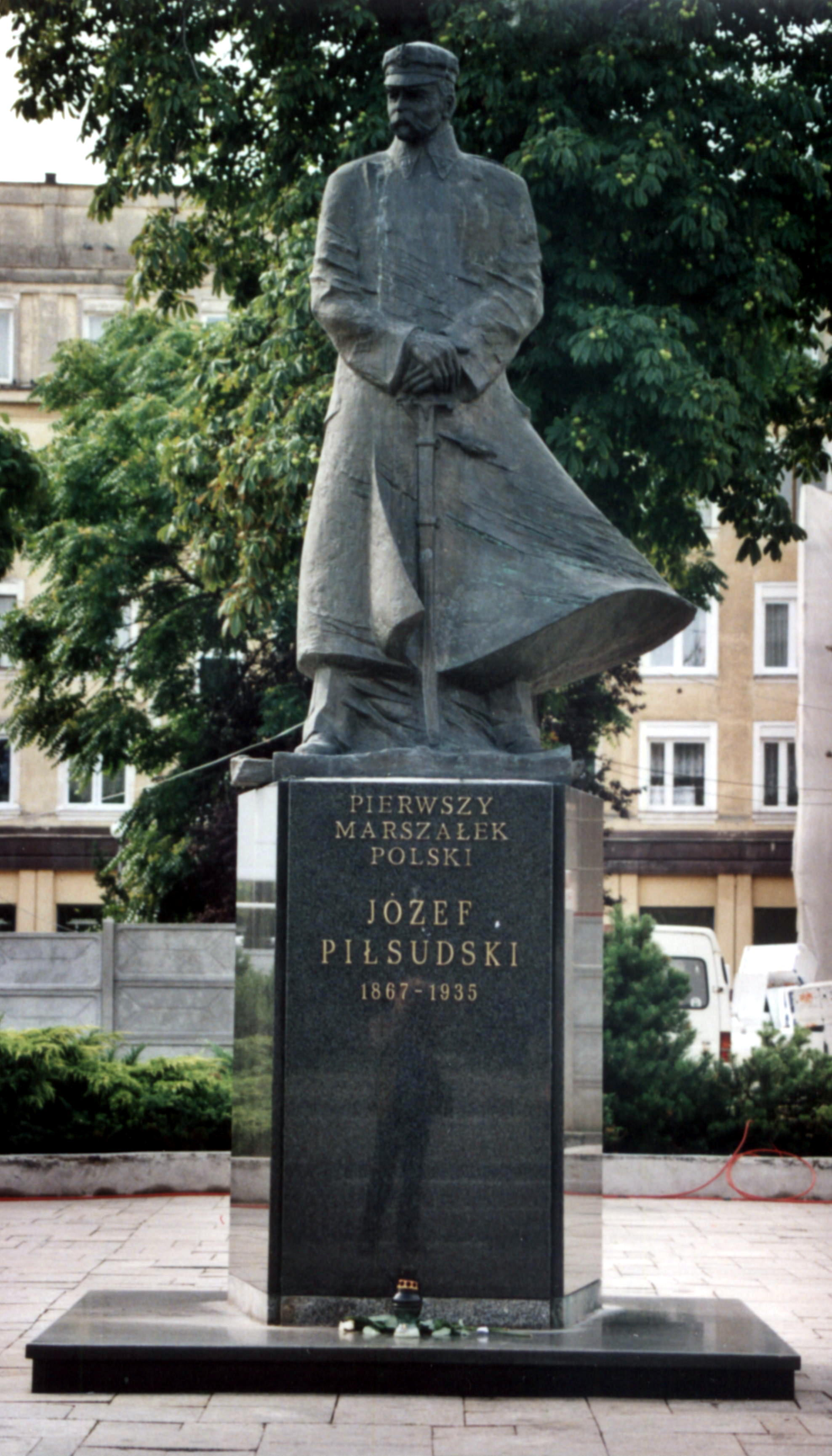
Pomnik Józefa Piłsudskiego
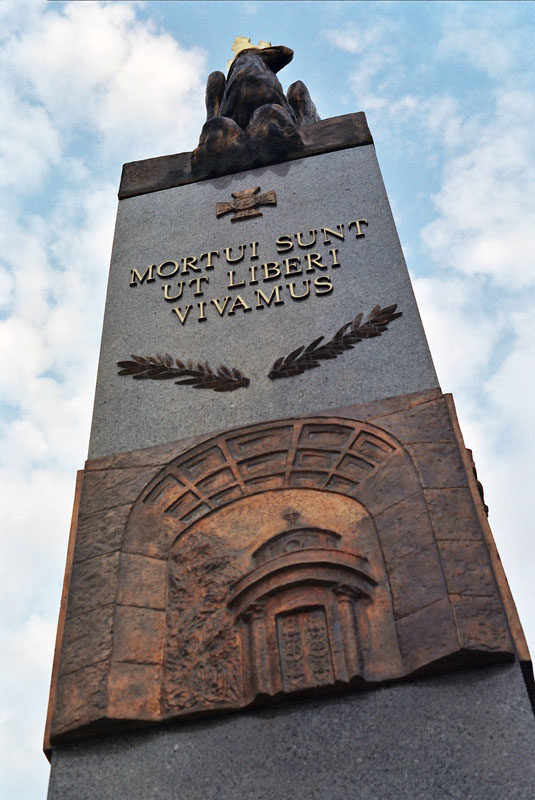
Pomnik Orląt Lwowskich
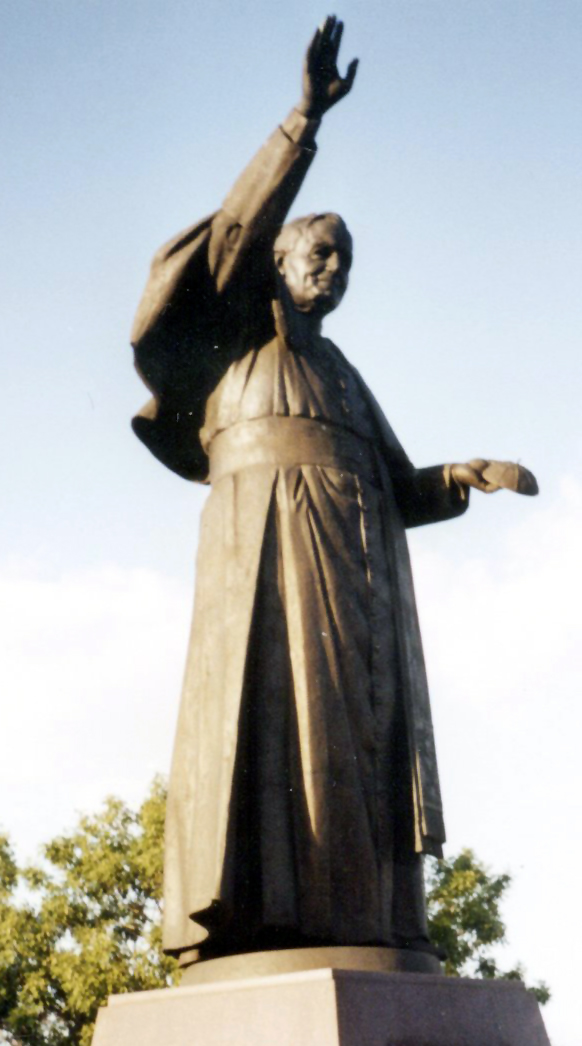
Pomnik Jana Pawła II
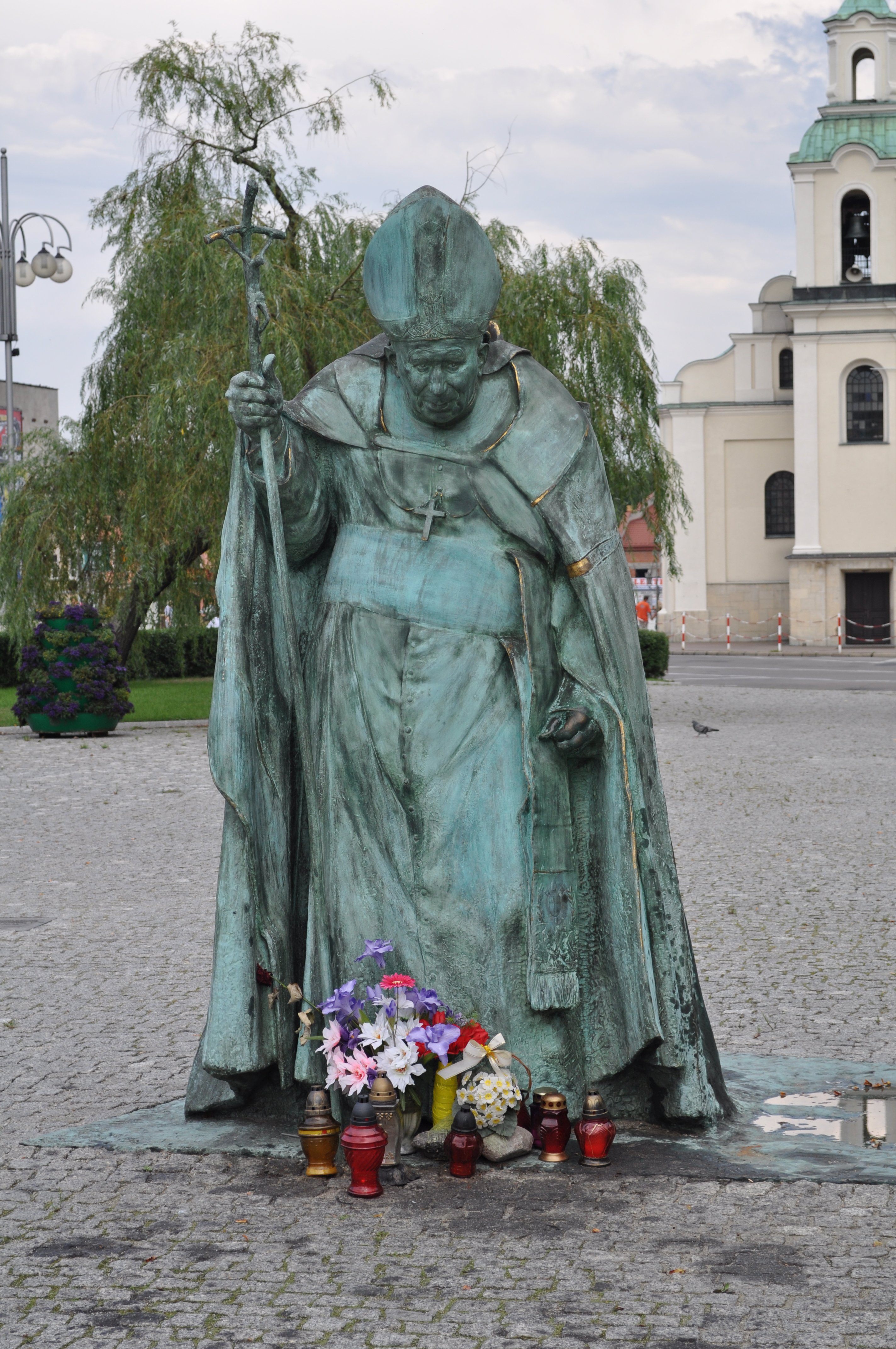
Pomnik Jana Pawła II na pl. Daszyńskiego
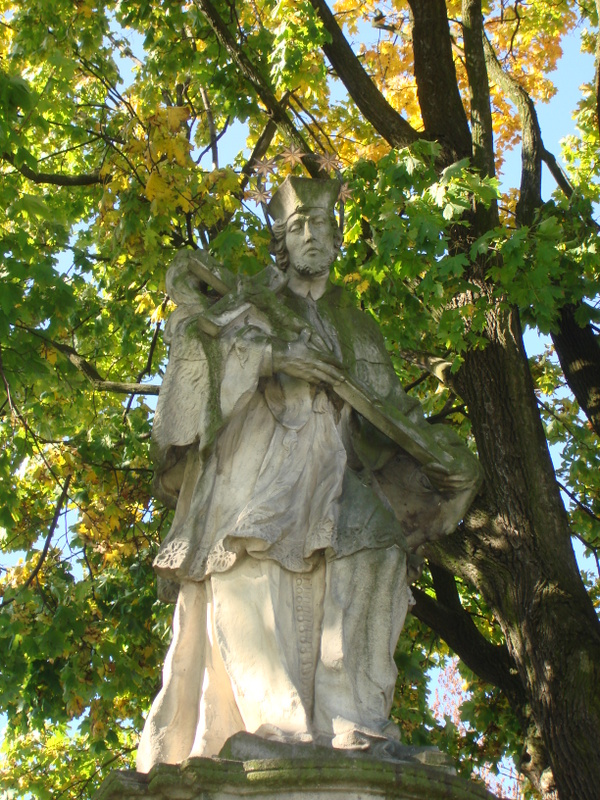
Pomnik św. Jana Nepomucena przy ul. Klasztornej
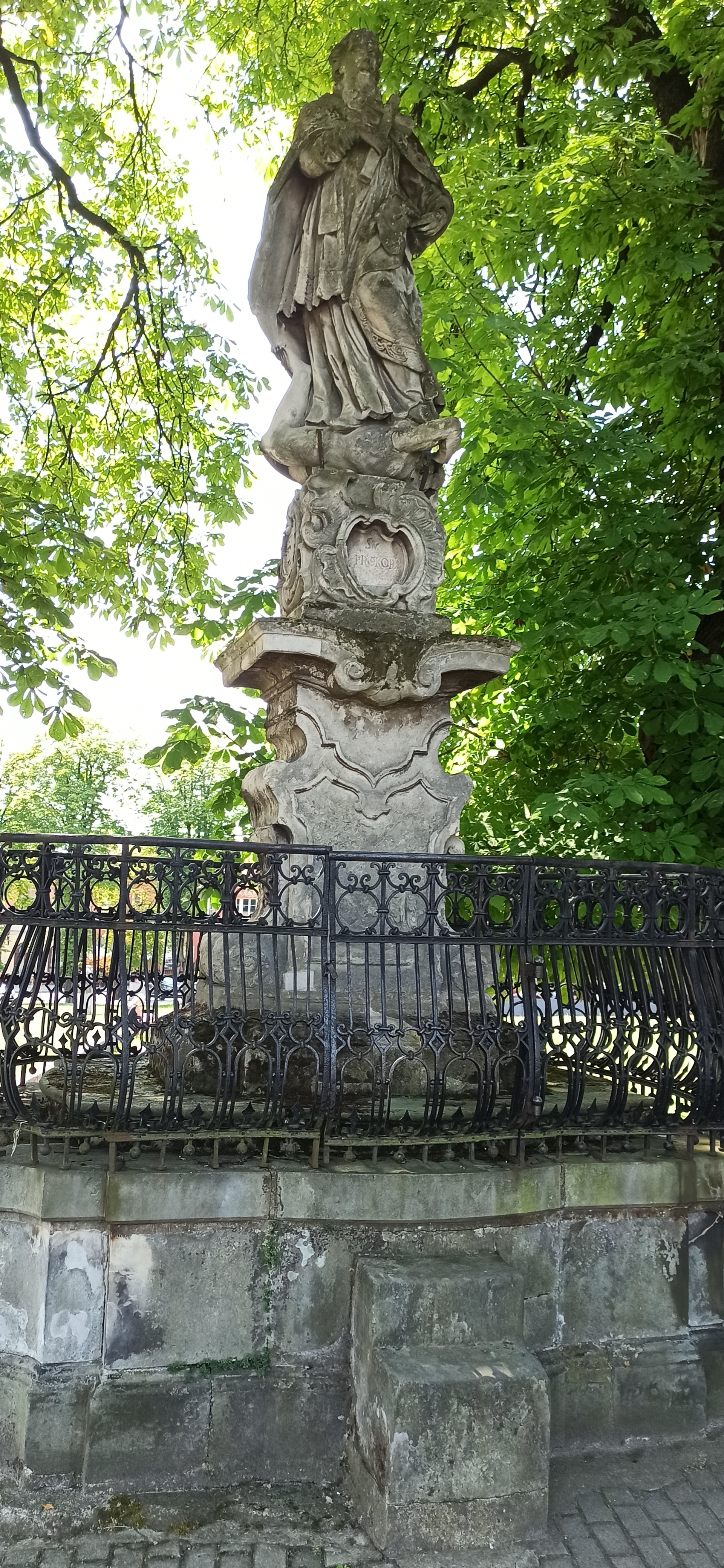
Pomnik św. Prokopa na Jasnej Górze